# Lucas Moura
Lucas Rodrigues Moura da Silva (* 13. srpna 1992, São Paulo Brazílie), známější jako Lucas či Lucas Moura, je brazilský profesionální fotbalista, který hraje na pozici křídelníka či útočníka za brazilský tým São Paulo FC. Mezi lety 2011 a 2018 odehrál také 35 utkání v dresu brazilské reprezentace, v nichž vstřelil 4 branky.

## Reprezentační kariéra
Zúčastnil se Konfederačního poháru FIFA 2013 v Brazílii, kde domácí brazilský tým získal zlaté medaile po vítězství 3:0 ve finále nad Španělskem.

## Úspěchy

### Klubové
São Paulo
- Copa São Paulo de Futebol Júnior: 2010 - vítěz
- Copa Sudamericana: 2012 - vítěz

Paris Saint Germain
- Ligue 1: 2012/13, 2013/14 - vítěz
- Coupe de la Ligue: 2013/14, 2014/15 - vítěz[2]

### Reprezentační
Brazílie
- Mistrovství Jižní Ameriky hráčů do 20 let: 2011 - vítěz
- Superclásico de las Américas: 2011 - vítěz
- Letní olympijské hry: 2012 - 2. místo

### Individuální
- Objev Campeonato Brasileiro: 2010
- Objev Campeonato Paulista: 2011
- Nejlepší záložník na Campeonato Paulista (Mesa Redonda): 2011
- Nejlepší záložník na Campeonato Paulista (Diário de São Paulo): 2011
- Nejlepší záložník na jihoamerickém mistrovství mládeže: 2011
- Nejlepší hráč ve finále na Mistrovství Jižní Ameriky U20: 2011